# Selkirk (Regno Unito)

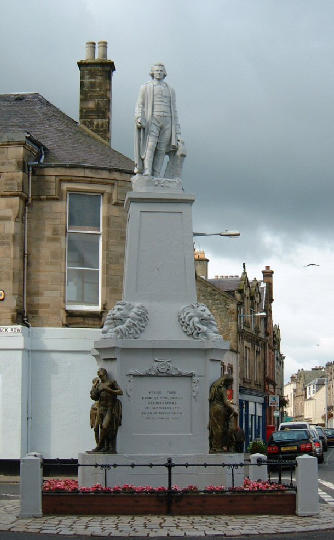
Selkirk (Scozia): statua di Mungo Park

Selkirk (in gaelico scozzese:  Salcraig; 5.900 ab. ca.) è una cittadina con status di burgh della Scozia sud-orientale, situata lungo il corso dell'Ettrick Water (affluente del Tweed), nell'area amministrativa degli Scottish Borders (contea tradizionale: Selkirkshire), al confine con l'Inghilterra.

## Geografia fisica

### Collocazione
Selkirk si trova poco a sud/sud-ovest di Galashiels e Melrose (nelle vicinanze, quindi, di importanti monumenti come l'Abbazia di Melrose e l'Abbotsford House, la dimora di Sir Walter Scott). È inoltre situata a circa 60 km a sud-sud-est di Edimburgo.

## Monumenti e luoghi d'interesse[6]
- Sir Walter Scott's Courtroom
- Statua dell'esploratore Mungo Park

## Gastronomia
Specialità di Selkirk è la focaccia nota come Selkirk bannock.